# Kurt Bertram (Künstler)
Kurt Bertram (* 16. November 1910 in Erdmannsdorf; † 10. Juli 1988 in Karl-Marx-Stadt) war ein deutscher Schnitzer aus dem sächsischen Erzgebirge.

## Leben
Der in Erdmannsdorf bei Augustusburg geborene Kurt Bertram wuchs in Tannenberg (Sachsen) auf. Er war oft unter Klöpplerinnen, die in Heimarbeit am Klöppelsack saßen und mit großem Zeitaufwand zum Broterwerb ihrer Familien beitrugen und oft einen kärglichen Lohn erhielten. Mit den Sitten und Bräuche der Erzgebirger, die diese besonders in der Advents- und Weihnachtszeit pflegten, wurde Kurt Bertram groß.
Sein Talent für das Zeichnen wurde bereits frühzeitig erkannt, so dass ihn seine Eltern nach dem Besuch der Volksschule an der Textilschule zum Musterzeichner ausbilden ließen. 1939 erhielt er die Einberufung zur Deutschen Wehrmacht, in der er bis zum Kriegsende als Sanitätssoldat diente. 1949 wurde Kurt Bertram Angestellter im späteren VEB Rohr- und Kaltwalzwerk Karl-Marx-Stadt (bis 1953 Chemnitz). Zuletzt war er in der Betriebsleitung tätig.
Bereits in seiner Jugend widmete er sich in seiner Freizeit der erzgebirgischen Volkskunst des Schnitzens. Bei den Schnitzern der Kleingartensparte „Sonnige Höhe“ fand er willkommene Aufnahme. Von ihnen war er der qualifizierteste. In Oederan nahm er am ersten Lehrgang der Spezialschule für Leiter des künstlerischen Volksschaffens Schnitzen/Holzgestaltung erfolgreich teil. Die Fortbildung dauerte drei Jahre. In dieser Zeit gründete er in seinem Betrieb einen Schnitzzirkel für Erwachsene und kümmerte sich um die Ausbildung für Kinder und Jugendliche in der Kunstfertigkeit des Schnitzens. Selbst für den Zirkel des Automobilwerkes Eisenach, der vom Bildhauer Volker Beier geleitet wurde, gab er Hinweise zur Schnitzkunst.
Kurt Bertram fertigte zahlreiche Schnitzereien, die in der Region und im Bezirk Karl-Marx-Stadt ausgestellt wurden, beispielsweise zur 750-Jahr-Feier, zum Pioniertreffen oder zu den Tagen der erzgebirgischen Volkskunst, zu Bezirksschnitzausstellungen oder Schnitzertagungen.
Einige davon werden noch heute ausgestellt, so im Museum für bergmännische Volkskunst in Schneeberg (Erzgebirge).